# Wissam Ben Yedder
Pour les articles homonymes, voir Ben Yedder.
Le texte peut changer fréquemment, n’est peut-être pas à jour et peut manquer de recul. 
Le titre et la description de l'acte concerné reposent sur la qualification juridique retenue lors de la rédaction de l'article et peuvent évoluer en même temps que celle-ci.
Wissam Ben Yedder, né le 12 août 1990 à Sarcelles (Val-d'Oise), est un footballeur international français qui évolue au poste d'attaquant.
Ben Yedder est formé à Garges-lès-Gonesse puis à Saint-Denis, en football mais aussi en futsal. Il commence sa carrière au niveau amateur en 2009 en jouant pour l'UJA Alfortville, où il est repéré par le Toulouse FC l'année suivante. D'abord peu titulaire lors de ses deux premières saisons, Ben Yedder s'impose à partir de 2012 et devient un élément clef de l'équipe. Pendant trois saisons, il fait preuve de régularité et se classe parmi les meilleurs buteurs en activité de Ligue 1. À l'été 2016, Ben Yedder s'engage pour le Séville FC et découvre la Coupe d'Europe. En 2019, il fait son retour en championnat de France et s'engage avec l'AS Monaco.
Ben Yedder joue en équipe de France de futsal (2008-2010) puis de football (2018-2022) avec qui il participe à l'Euro 2020 et remporte la Ligue des nations 2021. Entre-temps, il joue trois rencontres avec l'équipe de France espoirs en 2012. Ben Yedder marque ses premiers buts avec la France A en 2019, contre Andorre en éliminatoires de l'Euro 2020.

## Biographie

### Enfance et formation
Issu d'une famille originaire de l'île de Djerba en Tunisie, Wissam Ben Yedder voit le jour à l'Hôpital Privé Nord Parisien, à Sarcelles, le 12 août 1990. Il est le quatrième d'une fratrie de six enfants et passe toute sa jeunesse et son adolescence au quartier de la Cité-Perdue à Garges-lès-Gonesse.
Ben Yedder signe sa première licence de football à dix ans, en 2000, au FCM Garges. Ses qualités techniques et sa rapidité sont déjà remarquées. « C'était un gamin surdoué, il avait quelque chose de plus que les autres », se rappelle Jean-Patrice Mendy, l'un de ses premiers entraîneurs.
À treize ans, Ben Yedder se met aussi au futsal, où il développe une grande palette technique[réf. nécessaire]. Il jongle chaque week-end entre les matchs de football avec le FCM Garges et ceux de futsal avec le Garges Lamartine (puis Garges Djibson), évoluant dans le Championnat de France de futsal.
En 2007, Ben Yedder part pour le Saint-Denis US où il reste jusqu'à 2009 en football à 11. Il continue d'évoluer au Garges Djibson et intègre l'équipe de France de futsal. Ses deux années à Saint-Denis permettent au club de toucher, en tant que solidarité aux clubs formateurs, 75 000 euros en 2016 grâce à son transfert au Séville FC, puis entre 350 000 et 400 000 euros des 40 M€ de sa signature à l'AS Monaco en 2018.

### Du CFA à la Ligue 1

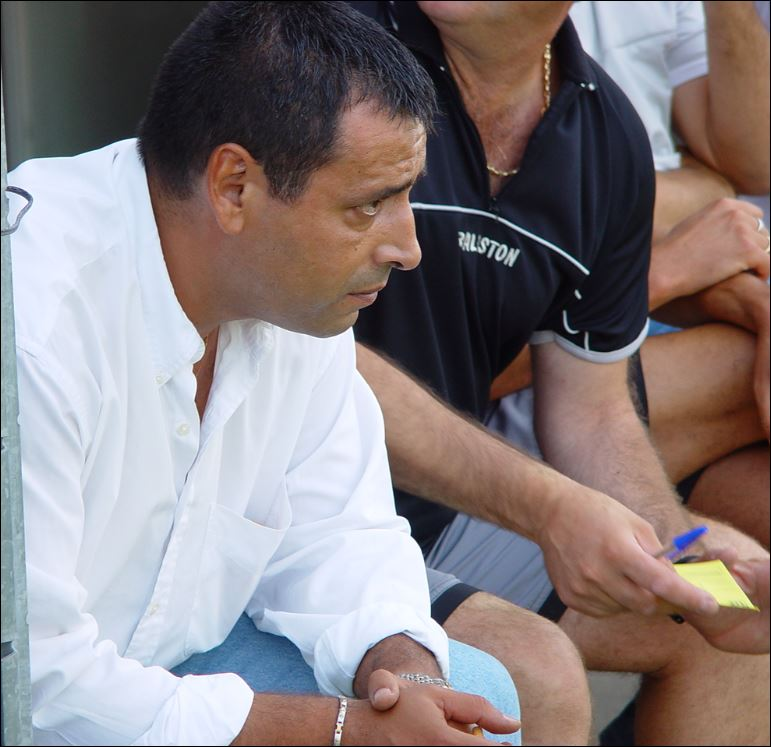
Azzedine Meguellatti fait confiance au jeune Wissam Ben Yedder à Alfortville.

En 2009, Ben Yedder signe à l'UJA Alfortville qui évolue en CFA. Durant son unique saison au club, il participe à 23 matchs au cours desquels il inscrit neuf buts et délivre dix passes décisives au sein d'une équipe terminant deuxième du groupe A, promouvant ainsi le club francilien en National. Il est repéré par Jérôme Fougeron, alors recruteur au Toulouse FC, et rejoint le club toulousain à l'été 2010.
Durant l'exercice 2010-2011, le joueur intègre progressivement le monde professionnel et reste très peu utilisé, prenant part à trois matchs de championnat pour un maigre temps de jeu. Néanmoins, il se démarque en CFA avec l'équipe réserve en marquant douze buts et offrant six passes décisives.
La saison suivante, Ben Yedder est un peu plus présent dans l'effectif professionnel. Le 21 avril 2012, il marque son premier but en professionnel contre Évian Thonon-Gaillard alors qu'il vient de rentrer en jeu. Malgré des performances solides, le jeune joueur ne joue aucun match en tant que titulaire, barré par Emmanuel Rivière et Daniel Braaten.

### Buteur efficace et régulier du Toulouse FC (2012-2016)
Pour la saison 2012-2013, l'entraîneur Alain Casanova envisage de faire jouer Ben Yedder, comme titulaire en soutien de l'attaquant. Il est le joueur offensif toulousain le plus utilisé en pré-saison, devant Braaten et Rivière. Le 10 août 2012, lors de la première journée de Ligue 1, Wissam Ben Yedder inscrit le but égalisateur face au Montpellier HSC, champion en titre (1-1). Il récidive la semaine suivante contre l'AS Saint-Étienne (victoire 2-1) et lors de la quatrième journée face au Stade de Reims (1-1). Ces performances lui valent d'être appelé en équipe de France espoirs. Lors de la sixième journée, il inscrit son quatrième but de la saison et adresse une passe décisive à son gardien Ali Ahamada qui reprend le ballon de la tête et bat le gardien rennais (2-2). Il marque son premier doublé en Ligue 1 le 25 novembre 2012, face à l'Olympique lyonnais, pour une victoire 3-0. Wissam Ben Yedder est proche d'inscrire lui-même le troisième but mais tombe dans la surface et Étienne Capoue marque. En pleine confiance, il trouve ainsi le chemin des filets huit fois avant la trêve hivernale. Après un passage plus calme, Ben Yedder se montre de nouveau en forme au mois d'avril 2013 en marquant trois buts en deux matchs dont, le 6 avril 2013, un doublé face à l'OGC Nice lors de la défaite 3-4 au Stadium. Pour la dernière rencontre de la saison, l'espoir réalise son troisième doublé en L1. Ben Yedder marque au total quinze buts et termine cinquième meilleur buteur du championnat pour sa première saison pleine en professionnel.

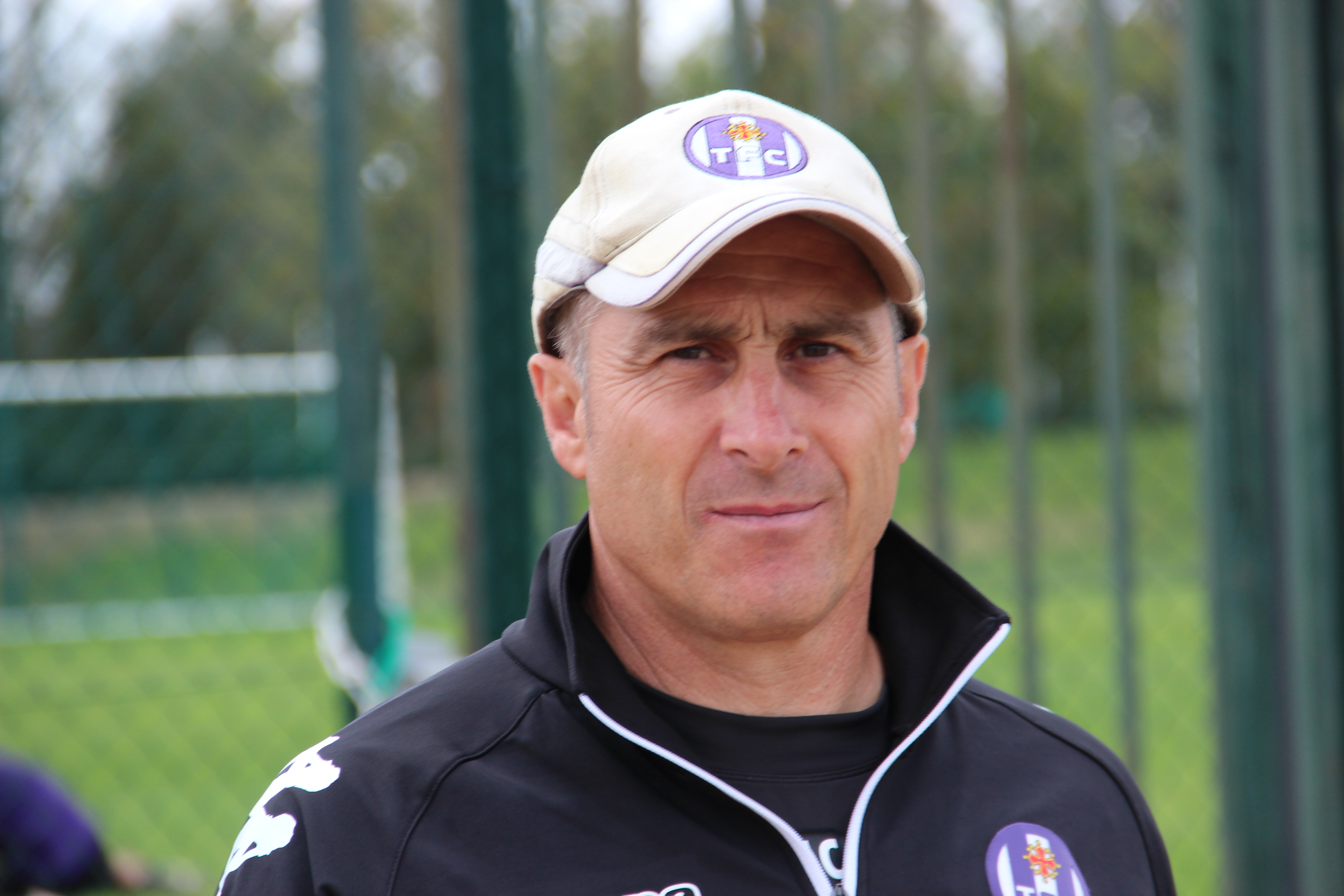
Alain Casanova fait confiance à Wissam Ben Yedder à partir de 2012 et jusqu'à son départ.

Lors de la saison 2013-2014, Wissam Ben Yedder confirme les espoirs placés en lui, marquant seize buts en championnat et jouant tous les matchs. Le 30 novembre 2013, il marque son premier triplé (dont un pénalty) contre le FC Sochaux (victoire 5-1). Du 15 février au 8 mars 2014, il inscrit cinq buts en quatre matchs dont un doublé face au Paris Saint-Germain (défaite 2-4) le 23 février pour la 26e journée. Il est par ailleurs nommé au Trophée du joueur du mois UNFP en février 2014, aux côtés de Layvin Kurzawa et du lauréat Zlatan Ibrahimović. Face à Sochaux, durant la 33e journée, à la suite de la sortie de Serge Aurier, Ben Yedder hérite du brassard de capitaine pour la première fois de sa carrière avec le TFC. Il inscrit le deuxième triplé (dont un pénalty) de sa carrière lors de l'ultime journée face à Valenciennes (victoire 3-1),. Avec seize buts en Ligue 1, il est co-second meilleur buteur avec quatre autres joueurs (quatrième en prenant les autres critères de départage).
Le 22 août 2014, la presse espagnole et française révèle que Ben Yedder serait suivi par le Villarreal CF et le FC Barcelone. En ouverture du championnat, le Toulousain marque contre Nice et récidive lors du match suivant face à Lyon. Son mois de septembre est réussi : décisif à Rennes, face au PSG et à Saint-Étienne, il est nommé au Trophée du joueur du mois UNFP. Mais l'attaquant, tout comme son club, connait une longue période de disette devant le but. En février 2015, Wissam Ben Yedder marque contre le PSG après pratiquement 900 minutes sans marquer. Le mois suivant, il sauve l'honneur de Toulouse lors de la déroute contre l'Olympique de Marseille (6-1). Ben Yedder ouvre la marque durant le derby de la Garonne contre Bordeaux fin mars, puis inscrit son quatorzième et dernier but de la saison lors la défaite face à Metz. Toulouse se sauve de la relégation in extremis, finissant à la dix-septième place.
Annoncé partant tout au long de l'été 2015 vers l'Olympique de Marseille ou le club allemand de Wolfsburg, l'attaquant reste à Toulouse mais n'en semble pas satisfait. Des fans du TFC se mobilisent pour montrer leur sympathie envers leur buteur, scandant une chanson intitulé « Reste Wissam ». Ben Yedder marque sur coup franc lors de la première journée de championnat et donne la victoire contre l'AS Saint-Étienne. Pourtant, l'attaquant est mis sur le banc des remplaçants par le nouvel entraîneur Dominique Arribagé. Néanmoins, un doublé fin octobre en Coupe de la Ligue le remet en confiance. Après quatorze journées de Ligue 1 sans avoir marqué, Ben Yedder inscrit le second but des Garonnais contre Nice, qui signe leur première victoire depuis août. Lors du dernier match avant la trêve hivernale, il marque son cinquantième but en Ligue 1 en ouvrant le score face à Lille, devenant un des buteurs les plus réguliers des dernières saisons en France. Ben Yedder redevient indispensable en décembre en inscrivant quatre buts. Lors de la 20e journée, au début du mois de janvier 2016, il inscrit son troisième triplé avec le TFC face au Stade de Reims,,. Durant le mercato hivernal, Ben Yedder est ardemment courtisé par l'Olympique de Marseille, l'Olympique lyonnais et le Séville FC. Wissam Ben Yedder marque son dixième but en championnat la journée suivante contre Marseille,. Le TFC s'impose au Stadium lors du derby contre Bordeaux sur le score de 4-0 avec un doublé de Ben Yedder,. Lors d'une importante victoire 4-0 face à Bastia en avril, Ben Yedder est impliqué sur les quatre buts, marquant à deux reprises et réalisant deux passes décisives,. Le joueur, s'exprimant pour la première fois de la saison, dit vivre la saison la plus dure de sa carrière. Le 7 mai, Ben Yedder joue son dernier match au Stadium de Toulouse où les supporters lui rendent hommage à la 10e minute de jeu. La rencontre se solde par une victoire permettant au club de sortir de la zone rouge. Le 14 mai, il marque son dernier but pour les Violets durant la « finale du maintien » contre Angers en clôture de championnat. Ainsi, pour son dernier match en tant que toulousain, Ben Yedder contribue à la sauvegarde du club dans l'élite Olivier Sadran, président du club, confirme en effet après la rencontre que Ben Yedder quitte Toulouse.
Transféré fin juillet à Séville, le joueur fait ses adieux au TFC et à ses supporters en écrivant sur les réseaux sociaux « Merci pour tout ». En 2017, à l'occasion des 80 ans du Toulouse Football Club, le site internet du club l’intègre dans « l'équipe de légende toulousaine ».

### Confirmation au Séville FC (2016-2019)
Le 30 juillet 2016, le FC Séville officialise la venue de Ben Yedder, après plusieurs semaines de spéculations. Le montant de la transaction atteint les 9 millions d'euros. Il remplace son compatriote Kevin Gameiro, parti pour l'Atlético de Madrid. L'ancien Toulousain reçoit le numéro 12. C'est sa première expérience hors de France, découvrant l'Europe avec la Ligue des champions. Le Franco-Tunisien justifie son transfert en Andalousie en expliquant que ce dernier est « la meilleure option pour mon futur et pour continuer à progresser ».
Ben Yedder est convoqué pour la Supercoupe UEFA contre le Real Madrid mais reste sur le banc alors que Séville subit une troisième défaite de suite dans cette compétition. Il joue son premier match sévillan le 14 août, en Supercoupe d'Espagne. Entrant en jeu à la place de Luciano Vietto en début de seconde période à la pointe de l'attaque, il assiste à une défaite 2-0 contre le FC Barcelone. Pour le match retour au Camp Nou, Ben Yedder est titularisé par Jorge Sampaoli en attaque. La rencontre tourne rapidement à l'avantage des Blaugranas qui s'imposent 0-3 et soulèvent le trophée. Pour la première journée de championnat d'Espagne, il est à la construction du premier but sévillan et inscrit la cinquième réalisation de son équipe, son premier but pour Séville, qui s'impose 6-4 face à l'Espanyol de Barcelone. Lors de son premier match en Ligue des champions de l'UEFA, il marque un but de la tête contre l'Olympique lyonnais pour une victoire 1-0, le 27 septembre 2016. Lors de la septième journée de Liga le 1er octobre 2016, il inscrit son premier doublé sous les couleurs du SFC et permet la victoire contre le Deportivo Alavés. Il inscrit son premier coup du chapeau en Liga face à la Real Sociedad le 7 janvier 2017 pour la 17e journée. Le 15 janvier, Séville bat le Real Madrid dans les dernières minutes Ben Yedder est à l'origine du but contre son camp de Sergio Ramos qui permet aux Sévillans d'égaliser, avant que Jovetić ne marque le but de la victoire. Le FC Séville met alors fin à une série de quarante matches consécutifs sans défaite pour le Real Madrid.

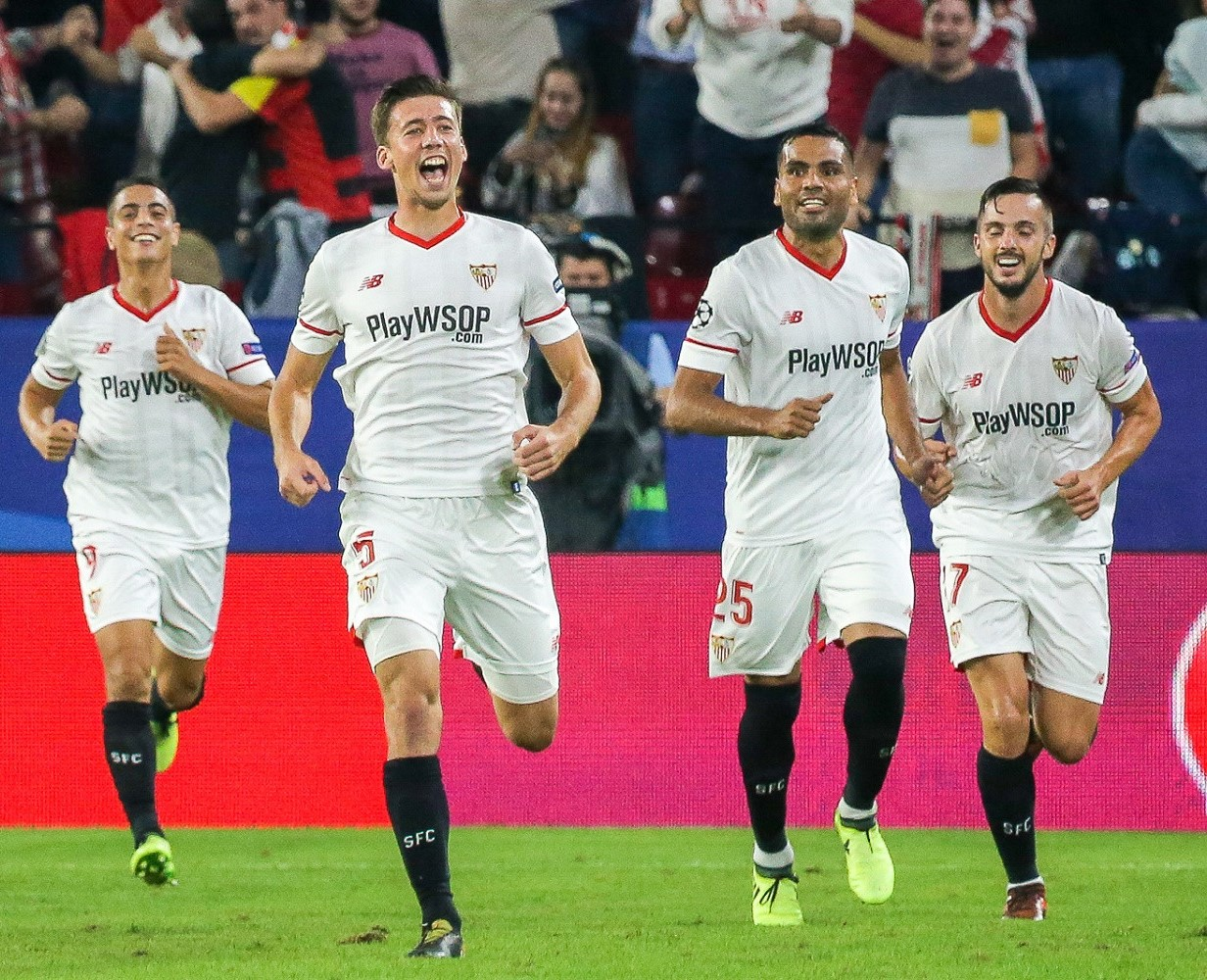
Wissam Ben Yedder (à g.) avec le Séville FC en novembre 2017.

Le 26 septembre 2017, Wissam Ben Yedder marque son premier coup du chapeau en Ligue des champions et devient le premier joueur de l'histoire de Séville à réussir cet exploit sur la scène européenne. Le 13 mars 2018, il devient le premier français à marquer un doublé contre Manchester United, à Old Trafford en Ligue des champions. Ce doublé permet au Séville FC de se qualifier pour les quarts de finale de la compétition.
En août 2018, Ben Yedder manque un penalty qui aurait permis à Séville de revenir au score lors de la Supercoupe d'Espagne contre le FC Barcelone (2-1). Ce raté lui attire les critiques des fans sévillans. Après une saison 2018-2019 réussie et une titularisation en sélection nationale, Ben Yedder laisse sous-entendre qu'il aimerait changer de club.

### Buteur prolifique à l'AS Monaco (2019-2024)
Le 14 août 2019, l'AS Monaco annonce avoir recruté Ben Yedder, qui s'engage pour une durée de cinq ans ; le coût du transfert est estimé à 40 millions d'euros. Sous ses nouvelles couleurs, il marque dès son deuxième match lors de la troisième journée de Ligue 1 contre Nîmes.
À l'issue de la saison 2019-2020, marquée notamment par son arrêt prématuré en raison de la pandémie de Covid-19, Wissam Ben Yedder finit co-meilleur buteur du championnat de France avec dix-huit réalisations mais est classé second au classement derrière Kylian Mbappé ; la LFP stipule qu'il a « moins marqué dans le jeu que Kylian Mbappé (15 fois contre 18) »,.
Il est promu capitaine de l'ASM pour la saison 2020-2021. Lors de la quatrième journée de Ligue 1 contre le Stade rennais, il ouvre son compteur de la saison en ouvrant le score à la 28e minute d'une demi-volée puissante. Lors de la cinquième journée de Ligue 1 contre le RC Strasbourg, il marque un doublé lors de la victoire 3-2 contre les Strasbourgeois. Le 18 octobre 2020, il inscrit un but sur penalty à la 70e minute pour offrir un point à l'ASM contre Montpellier.
Le 12 novembre 2020, il est testé positif au Covid-19 au lendemain d'un match disputé avec l'équipe de France contre la Finlande.
Le 15 janvier 2021, lors de la 20e journée de Ligue 1, il marque deux nouveaux buts au stade de la Mosson contre le Montpellier HSC, le premier de la tête sur un centre de Caio Henrique et le deuxième sur penalty. Le 3 février 2021, à l'occasion du derby contre l'OGN Nice, il marque un doublé, le premier but sur penalty et le deuxième sur coup franc direct d'une frappe surpuissante à la suite d'une combinaison avec Djibril Sidibé et Kevin Volland, le dernier à toucher le ballon avant la frappe de Ben Yedder. Le 14 février 2021, lors de la 25e journée de Ligue 1 qui voit Monaco recevoir le FC Lorient, Ben Yedder marque un doublé, tout d'abord sur un penalty à la 48e minute, puis, en toute fin de match, avec une reprise en demi-volée sous la barre transversale à la réception d'une remise de Benoît Badiashile. Avec un score final de 2-2, il évite ainsi une déconvenue à domicile contre une équipe relégable. Le 3 avril 2021, lors de la 31e journée de Ligue 1, malgré son statut de remplaçant au coup d'envoi, il entre en jeu en seconde période et accentue la victoire de son équipe. En effet, il marque d'une frappe sèche sous la barre transversale après un contrôle rapide à destination d'une passe de Caio Henrique et score un penalty en prenant Marc-Aurèle Caillard à contre-pied en fin de match. Ce sont ses premiers buts en championnat après une disette de près de 2 mois et demi. Pour l'occasion, il célèbre chacun de ses buts en faisant un geste mimant un kaméhaméha. Lors de la 32e journée de Ligue 1, il marque deux buts, le premier sur une passe décisive d'Aleksandr Golovine, le deuxième sur penalty en toute fin de match, portant son total à 17 buts contre le Dijon FCO. Lors de la 33e journée de Ligue 1, il fait son retour comme titulaire après avoir passé quelques matches à entrer en cours de jeu. Il profite de l'occasion pour délivrer une passe décisive à destination de Kevin Volland pour l'ouverture du score sur le terrain des Girondins de Bordeaux. Lors du quart de finale de la Coupe de France 2020-2021, contre l'Olympique lyonnais, il réalise un match plein : un but sur penalty en début de seconde période, puis, dans la foulée, une passe décisive pour Kevin Volland. Monaco s'impose 2-0 et file vers les demi-finales. Et ce, alors qu'il ne devait même pas être titulaire, son entraîneur Niko Kovač ayant dû composer avec le forfait de Stevan Jovetić. Pendant le weekend suivant, lors de la 34e journée de Ligue 1, il n'est toujours pas titulaire, Jovetić étant apte à commencer le match, malheureusement, celui-ci se blesse en début de match et lui cède sa place. Monaco l'emporte finalement 1-0 sur le terrain du SCO d'Angers avec un but en fin de match de son capitaine sur un lob parfait à la réception d'une passe décisive salvatrice de Youssouf Fofana,. Ce but constitue son cinquième depuis le début de la saison après être entré en jeu, ce qui fait de lui le remplaçant le plus efficace d'Europe à ce stade de la saison. Le 2 mai 2021, contre l'Olympique lyonnais pour le compte de la 35e journée, il délivre une passe décisive et inscrit un nouveau but sur penalty, mais Monaco s'incline 3-2. C'est d'ailleurs son 100e but en Ligue 1. Lors de la 36e journée de Ligue 1, il délivre une passe décisive pour son jeune coéquipier Eliot Matazo, pour le premier but en carrière de ce dernier, score final 1-0 sur le terrain du Stade de Reims. Le 13 mai 2021, il lobe le gardien des amateurs de Rumilly en demi-finale de Coupe de France, participant au festival offensif monégasque et propulsant d'ASM en finale. Trois jours plus tard, il inscrit un nouveau but, son 20e en Ligue 1 cette saison en lobant le gardien du Stade Rennais. Il déclare à l'issue du match : « C’est une fierté. Je continuerai à marquer. C’est mon job. J’aime beaucoup le football. Je veux continuer comme ça. C’est une grosse fierté et un rêve ».
Lors de la saison 2021-2022, il marque un doublé sur le terrain du Chakhtior Donetsk en tour préliminaire de la Ligue des Champions, mais ne peut empêcher l'élimination de l'ASM aux portes de la phase de groupes. C'est lors de la 6e journée de Ligue 1 qu'il ouvre son compteur but en convertissant un penalty contre l'OGC Nice et en offrant ainsi un but lors du derby. Puis, lors de la journée suivante, il score un doublé contre l'AS Saint-Étienne après son entrée en jeu. Le 26 septembre 2021, il marque son quatrième but de la saison sur une passe décisive de Caio Henrique, alors que Monaco était mené 1-0 sur le terrain du Clermont Foot, finalement, Monaco renversera la vapeur et l'emportera 3-1. Lors de la 9e journée de Ligue 1, il offre une passe décisive pour Aleksandr Golovin et marque un penalty en fin de match pour une victoire 3-0 contre les Girondins de Bordeaux. Le 24 octobre, il marque un nouveau but de la tête sur un centre de Kevin Volland lors de la 11e journée de Ligue 1 contre Montpellier. Le 19 novembre 2021, il marque le but de l'égalisation face au LOSC et offre ainsi un but à son équipe. Sur l'année 2021, il est le joueur qui marque le plus après être entré en jeu avec huit buts inscrits en sortie de banc. Le 28 novembre 2021, il marque un but sur penalty contre le RC Strasbourg. Le 5 décembre 2021, il entre en jeu en seconde période et marque un but du gauche contre le FC Metz, portant son total à 9 buts cette saison en championnat. Le 19 décembre 2021, il inscrit un doublé sur le terrain du Red Star pour son centième match sous le maillot de Monaco. Lors de la 19e journée, il marque son onzième but sur penalty de l'année 2021, plus que tout autre joueur dans les cinq grands championnats d'Europe.
Le 16 janvier 2022, il entre en jeu contre le Clermont Foot 63 et marque un doublé tout en offrant une passe décisive pour le premier but sous les couleurs de l'AS Monaco à Caio Henrique. L'un de ses buts lors de ce match est un penalty, confirmant son taux de réussite excellent dans cet exercice. Il est le deuxième meilleur tireur de penalty en Europe. Il marque un nouveau but le weekend suivant sur le terrain Montpellier, se hissant à la première place du classement des meilleurs buteurs en France sur la saison en cours. Le 30 janvier 2022, il marque deux buts sur le terrain du RC Lens en huitième de finale de la Coupe France et envoie son équipe en quart de finale de la compétition. Le 5 février 2022, il réalise un match remarquable en offrant une passe décisive et en marquant un but pour une victoire contre l'Olympique Lyonnais au stade Louis II. Le 20 mars 2022, il inscrit un doublé contre le Paris Saint-Germain, alors leader de Ligue 1. Monaco l'emporte 3-0. Le 3 avril 2022, il marque un nouveau but sur le terrain du FC Metz pour une victoire 2-1. Le 15 avril 2022, il inscrit son 19e but de la saison sur le terrain du Stade Rennais. Sur le terrain de l'AS Saint-Étienne, il marque son vingtième but de la saison en championnat du gauche. Contre le Stade Brestois, lors de la 37e journée, il inscrit un triplé parfait (but du droit sur pénalty, but du gauche à l'entrée de la surface et tête en extension) et participe à la victoire renversante 4-2 des siens, la neuvième victoire consécutive de son équipe. Lors de la dernière journée de Ligue 1, il marque un but, son 25e sur la pelouse du RC Lens. Le score final est de 2-2, son équipe finissant à la troisième place et Ben Yedder deuxième meilleur buteur du championnat derrière Kylian Mbappé.
Lors de la saison 2022-2023, son équipe est éliminée au tour préliminaire de la Ligue des Champions malgré notamment son premier but de la saison du gauche sur le terrain du PSV Eindhoven. Il délivre une passe décisive pour Kevin Volland et contribue au premier point pris en Ligue 1 contre le PSG. Le 28 décembre 2022, il inscrit un but sur pénalty sur le terrain de l'AJ Auxerre. Lors de la journée 18 sur le terrain du FC Lorient, il marque à la dernière minute pour offrir un point à son équipe, après être entré en jeu. Puis, lors de la journée suivante, il démarre titulaire et marque un triplé contre l'AC Ajaccio. Grâce à ce triplé, il revient à hauteur de Christian Dalger au niveau des meilleurs buteurs de l'histoire de l'AS Monaco avec 89 buts toutes compétitions confondues. Le 1er février 2023, il ouvre le score du pied gauche contre l'AJ Auxerre, son douzième de la saison en championnat. Le 11 février 2023, il s'offre un nouveau doublé, cette fois, face au leader parisien, permettant à son équipe de devenir la troisième à faire tomber le PSG cette saison-là en championnat. Pour le compte des 16es de finale de la Ligue Europa sur le terrain du Bayer Leverkusen, il donne un ballon de but à son coéquipier Krépin Diatta qui marque d'une superbe enroulée du gauche. Lors de la 24e journée de Ligue 1, il offre une passe décisive pour le premier but de son équipe. Lors du 16e de finale retour de Ligue Europa, il marque un pénalty mais ne peut empêcher l'élimination de son équipe aux tirs au but. Lors de la 26e journée de Ligue 1, il marque un doublé sur la pelouse de l'ESTAC, mais son équipe fait match nul 2-2. Lors de la 28e journée, il ouvre le score du gauche sur le terrain de l'AC Ajaccio, marquant au passage son 17e but de la saison en championnat.
Son début de saison 2023-2024 est exceptionnel puisqu'il marque quatre buts en trois matches et participe à l'intégralité des matches en tant que capitaine. Il score un but sur le terrain de Clermont en reprenant un tir sur le poteau de Youssouf Fofana puis un centre soudain de Vanderson. Le weekend suivant, il marque du gauche contre le RC Strasbourg et participe à la victoire nette et sans bavure de son équipe 3-0. Le 25 août 2023, il reprend un ballon mal repoussé par la défense nantaise et permet à son équipe de repartir avec un point du Stade de la Beaujoire. Le 7 octobre 2023, il marque son cinquième but de la tête sur le terrain du Stade de Reims entérinant la victoire 3-1 de son équipe. Ce but constitue le 150ème de sa carrière en Ligue 1. Lors de la 17ème journée de Ligue 1, il marque un doublé sur le terrain du Toulouse FC, doublé qu'il ne célèbre pas, face à son ancien club. Lors de la 18ème journée de Ligue 1, il marque un but lors de la défaite à domicile contre le Stade de Reims. Le 20 janvier 2024, il score un fabuleux triplé lors du 16ème de finale sur le terrain du Rodez Aveyron Football. Le 27 janvier 2024, il marque un but et donne une passe décisive sur le terrain de l'Olympique de Marseille, lors du match nul 2-2 de son équipe. Il quitte le club à l'issue de la saison, libre de tout contrat.

### Départ au Sepahan SC en Iran (2025)
Le 1er avril 2025, alors sans club depuis la fin de son contrat à l'AS Monaco, Wissam Ben Yeder s'engage avec le club du Sepahan SC évoluant dans le championnat d'Iran,. Il paraphe un contrat jusqu'à la fin de la saison, avec une option d’une saison supplémentaire, et évoluera sous les ordres de Patrice Carteron,.
Le 22 juin 2025, le journal de référence annonce que l'option ne sera pas levée et qu'il se retrouvera, en conséquence, libre de tout contrat.

### En sélection nationale
En mai 2009, alors qu'il évolue au Saint-Denis US en football à 11 et à l'ASC Garges Djibson futsal, Wissam Ben Yedder participe à un stage de détection avec les U21 Futsal au CTNFS Clairefontaine. Six mois plus tard, il dispute son premier match avec l'équipe de France de futsal au Chili (victoire 7-0) et inscrit un but. Ses prestations sont suivies par le sélectionneur Pierre Jacky et, en janvier 2010, il prend part à une double confrontation victorieuse face à la Grèce (un but) à Orléans. En mai 2010, Ben Yedder connaît deux nouvelles sélections contre la Slovaquie (défaite 10-6 et 3-3, un but).
Au début de la saison 2012-2013 et ses débuts réussis en professionnel au Toulouse FC, Ben Yedder est convoqué en équipe de France espoirs. Après deux sélections, il est convoqué pour les barrages de qualification à l'Euro 2013 face à la Norvège. Titulaire à l'aller et la victoire 1-0, Wissam Ben Yedder fait partie, trois jours avant le match retour, des cinq joueurs partis en virée nocturne sur les Champs Élysées alors que le reste de l'équipe se repose au Havre. Non sanctionné par le sélectionneur Erick Mombaerts, Wissam ne prend pas part à la seconde rencontre perdue (5-3), entrainant la non-qualification.
Lors de la préparation à la Coupe du monde 2014, le sélectionneur Didier Deschamps déclare que Wissam est supervisé, mais qu'il devra faire preuve de régularité à l'avenir. En septembre 2014, dans une longue interview, un journaliste lui demande sa position par rapport au fait qu'Alexandre Lacazette soit sélectionné à 22 ans alors que Wissam en a déjà 24. Wissam Ben Yedder admet que dans un « grand club » les joueurs bénéficient de la participation en Coupe d'Europe, mais assure qu'il fera un jour un essai en équipe de France[réf. nécessaire]. La saison suivante (2016-2017), Ben Yedder confie son envie de porter le maillot bleu : « J’ai goûté au maillot de l’équipe de France, j’aimerais bien y regoûter. Je continuerai à tout faire pour ». Ayant la double nationalité, Wissam Ben Yedder a toujours privilégié la France malgré de nombreuses sollicitations de la fédération tunisienne de football,.
Wissam Ben Yedder est sélectionné en équipe de France A par Didier Deschamps, le 15 mars 2018, pour participer aux matchs amicaux contre la Colombie le 23 mars et en Russie le 27 mars. Il joue son premier match contre la Colombie, qui s'impose 2-3, en remplaçant Olivier Giroud à la 73e minute. Deschamps ne le retient pas parmi les vingt-trois sélectionnés, mais il fait partie des huit réservistes, pour la Coupe du monde 2018 que la sélection française remporte.
Ben Yedder est de nouveau sélectionné en juin 2019 lors des éliminatoires pour le championnat d'Europe, figurant dans le groupe retenu pour affronter Andorre et l'Albanie. Titulaire lors du match à Andorre, suppléant peu avant le coup d'envoi Kingsley Coman blessé, il y inscrit son premier but sous le maillot bleu. Il ne rentre pas en jeu contre l'Albanie au stade de France.
Il est par la suite régulièrement convoqué dans le groupe des 23 pour la suite des éliminatoires sans jouer très souvent. Il marque un second but en bleu, une nouvelle fois contre Andorre. Il est ensuite régulièrement convoqué pour les éliminatoires de la Coupe du monde.
Malgré un temps de jeu plus faible en club n'empêchant pas des bonnes performances, il est présent dans la liste des 26 de Didier Deschamps pour l'Euro 2020 annoncée le 18 mai 2021. Contre la Bulgarie en match de préparation, il entre à la 84e minute et réalise une passe décisive pour Olivier Giroud quelques minutes plus tard. Giroud déclara à la suite de cela qu'il est « facile » de jouer avec lui. Il aborde la compétition avec un statut de remplaçant et déclare que ce statut ne le gêne « pas du tout » et que le plus important est le groupe.
Pendant la compétition, il est remplaçant et n'entre pas lors du premier match contre l'Allemagne (victoire 1-0 ) et demeure en tribunes avec Kingsley Coman et Kurt Zouma lors du second match contre la Hongrie (match nul 1-1) .[réf. nécessaire]
Il est sélectionné dans la liste des 23 joueurs de l'Équipe de France qui disputera le Final 4 de la Ligue des Nations, en remportant son premier titre de sa carrière lors de la finale contre l'Espagne 2-1, mais n'est pas dans la liste des 25 joueurs sélectionnés pour participer à la Coupe du Monde 2022 organisé au Qatar.[réf. nécessaire]

### Affaires judiciaires
En 2023, France Info révèle que deux plaintes ont été déposées à l'encontre de Ben Yedder et son jeune frère par deux jeunes femmes de 19 et 20 ans. Les faits reprochés seraient advenus lors d'une soirée datant du 10 juillet à Beausoleil, dans les Alpes-Maritimes ; le parquet de Grasse confirmant le dépôt de plainte,. Bien que ce dernier ait été saisi, c'est finalement le parquet de Nice qui prend le relais, et sa police judiciaire se saisit du dossier. Wissam Ben Yedder est finalement mis en examen pour viol et agression sexuelle, le 11 août de la même année. Par l'intermédiaire de son avocate, le joueur « conteste fermement les infractions qui lui sont reprochées »,. Le joueur doit être jugé en mai 2025.
En septembre 2024, Wissam Ben Yedder est arrêté et placé en garde à vue pour un autre dossier concernant « agression sexuelle en état d'ivresse manifeste, refus d'obtempérer et conduite sous l'empire d'un état alcoolique ». Jugé le 15 octobre 2024, il est condamné à deux ans de prison avec sursis. Une peine assortie d'une privation de permis de conduire pour six mois et d'une obligation de soins,.
Il devait également être jugé en décembre 2024 pour violences psychologiques contre son épouse, mais le procès est repoussé le 21 mai 2025,.

## Style de jeu

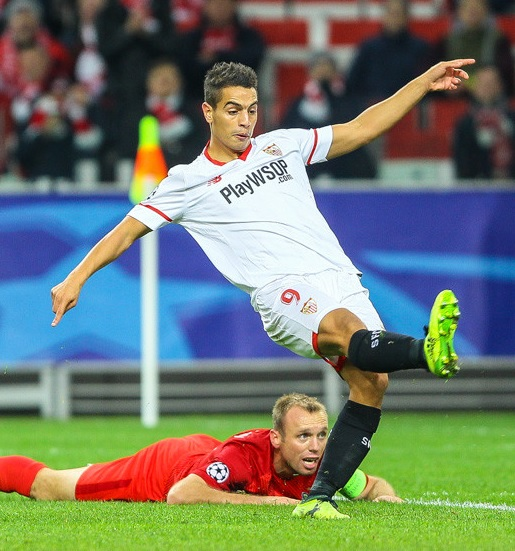
Wissam Ben Yedder, en 2017 avec le Séville FC, effectuant une frappe après avoir éliminé un adversaire contre le Spartak Moscou.

Véritable « attaquant de poche » de par sa relative petite taille, Ben Yedder est un joueur possédant un large éventail technique. Tirant profit de sa formation futsal, il se montre à son aise dans les dribbles et les petits espaces, qualités aperçues dès sa jeunesse. Solide, il n'hésite pas à percuter les défenses et les mettre à mal par sa vitesse et ses gestes techniques. Droitier, Wissam est à l'aise des deux pieds sans doute parce qu’il a, durant son enfance, poursuivi sa pratique du football malgré une entorse et un plâtre au pied droit. En effet, durant son adolescence, Wissam s’est fracturé la jambe droite durant un match de foot dans les rues de Sarcelles et s’est forcé à continuer à jouer avec son pied faible[source insuffisante].
Ben Yedder peut évoluer sur tous les fronts de l'attaque, aussi bien en pointe qu'en milieu offensif. Devant le but, il se montre bon finisseur. Sa vision du jeu et son sens du collectif lui permettent de donner des passes précises à ses coéquipiers. Néanmoins, ses faiblesses résident dans son jeu aérien, notamment dû à sa taille (bien qu'il ait un bon placement et une bonne synchronisation en tant que finisseur, ce qui lui permet de marquer de la tête quelques fois quand l'occasion se présente)[source insuffisante].

## Statistiques

### Statistiques détaillées
Ce tableau présente les statistiques en carrière senior de Wissam Ben Yedder,.

| Saison                | Club                  | Championnat           | Championnat | Championnat | Championnat | Coupe nationale | Coupe nationale | Coupe nationale | Coupe de la Ligue | Coupe de la Ligue | Coupe de la Ligue | Supercoupe | Supercoupe | Supercoupe | Compétition(s) continentale(s) | Compétition(s) continentale(s) | Compétition(s) continentale(s) | Compétition(s) continentale(s) | Total | Total | Total |
| Saison                | Club                  | Division              | M.          | B.          | P.d.        | M.              | B.              | P.d.            | M.                | B.                | P.d.              | M.         | B.         | P.d.       | Comp.                          | M.                             | B.                             | P.d.                           | M.    | B.    | P.d.  |
| 2009-2010             | UJA Alfortville       | CFA                   | 23          | 9           | 10          | -               | -               | -               | -                 | -                 | -                 | -          | -          | -          | -                              | -                              | -                              | -                              | 23    | 9     | 10    |
| 2010-2011             | Toulouse FC rés.      | CFA 2                 | 21          | 12          | -           | -               | -               | -               | -                 | -                 | -                 | -          | -          | -          | -                              | -                              | -                              | -                              | 21    | 12    | 0     |
| 2011-2012             | Toulouse FC rés.      | CFA 2                 | 13          | 3           | -           | -               | -               | -               | -                 | -                 | -                 | -          | -          | -          | -                              | -                              | -                              | -                              | 13    | 3     | 0     |
| 2012-2013             | Toulouse FC rés.      | CFA 2                 | 2           | 2           | -           | -               | -               | -               | -                 | -                 | -                 | -          | -          | -          | -                              | -                              | -                              | -                              | 2     | 2     | 0     |
| Sous-total            | Sous-total            | Sous-total            | 36          | 17          | -           | -               | -               | -               | -                 | -                 | -                 | -          | -          | -          | -                              | -                              | -                              | -                              | 36    | 17    | 0     |
| 2010-2011             | Toulouse FC           | Ligue 1               | 4           | 0           | 0           | 1               | 0               | 0               | -                 | -                 | -                 | -          | -          | -          | -                              | -                              | -                              | -                              | 5     | 0     | 0     |
| 2011-2012             | Toulouse FC           | Ligue 1               | 9           | 1           | 0           | 1               | 0               | 0               | 1                 | 0                 | 0                 | -          | -          | -          | -                              | -                              | -                              | -                              | 11    | 1     | 0     |
| 2012-2013             | Toulouse FC           | Ligue 1               | 34          | 15          | 4           | 2               | 0               | 0               | 1                 | 0                 | 1                 | -          | -          | -          | -                              | -                              | -                              | -                              | 37    | 15    | 5     |
| 2013-2014             | Toulouse FC           | Ligue 1               | 38          | 16          | 5           | 2               | 0               | 0               | 2                 | 1                 | 0                 | -          | -          | -          | -                              | -                              | -                              | -                              | 42    | 17    | 5     |
| 2014-2015             | Toulouse FC           | Ligue 1               | 36          | 14          | 3           | 1               | 1               | 0               | 1                 | 0                 | 0                 | -          | -          | -          | -                              | -                              | -                              | -                              | 38    | 15    | 3     |
| 2015-2016             | Toulouse FC           | Ligue 1               | 35          | 17          | 5           | 2               | 1               | 1               | 4                 | 5                 | 0                 | -          | -          | -          | -                              | -                              | -                              | -                              | 41    | 23    | 6     |
| Sous-total            | Sous-total            | Sous-total            | 156         | 63          | 17          | 9               | 2               | 1               | 9                 | 6                 | 1                 | -          | -          | -          | -                              | -                              | -                              | -                              | 174   | 71    | 19    |
| 2016-2017             | Séville FC            | Liga                  | 31          | 11          | 4           | 4               | 5               | 1               | -                 | -                 | -                 | 2          | 0          | 0          | C1                             | 5                              | 2                              | 0                              | 42    | 18    | 5     |
| 2017-2018             | Séville FC            | Liga                  | 25          | 9           | 3           | 6               | 3               | 2               | -                 | -                 | -                 | -          | -          | -          | C1                             | 11                             | 10                             | 0                              | 42    | 22    | 5     |
| 2018-2019             | Séville FC            | Liga                  | 35          | 18          | 9           | 5               | 2               | 0               | -                 | -                 | -                 | 1          | 0          | 0          | C3                             | 13                             | 10                             | 2                              | 54    | 30    | 11    |
| Sous-total            | Sous-total            | Sous-total            | 91          | 38          | 16          | 15              | 10              | 3               | -                 | -                 | -                 | 3          | 0          | 0          | -                              | 29                             | 22                             | 2                              | 138   | 70    | 21    |
| 2019-2020             | AS Monaco             | Ligue 1               | 26          | 18          | 5           | 3               | 1               | 2               | 2                 | 0                 | 0                 | -          | -          | -          | -                              | -                              | -                              | -                              | 31    | 19    | 7     |
| 2020-2021             | AS Monaco             | Ligue 1               | 37          | 20          | 7           | 4               | 2               | 1               | -                 | -                 | -                 | -          | -          | -          | -                              | -                              | -                              | -                              | 41    | 22    | 8     |
| 2021-2022             | AS Monaco             | Ligue 1               | 37          | 25          | 5           | 4               | 5               | 0               | -                 | -                 | -                 | -          | -          | -          | C1+C3                          | 4+7                            | 2+0                            | 1+0                            | 52    | 32    | 6     |
| 2022-2023             | AS Monaco             | Ligue 1               | 32          | 19          | 6           | 1               | 1               | 0               | -                 | -                 | -                 | -          | -          | -          | C1+C3                          | 2+7                            | 1+4                            | 0+1                            | 42    | 25    | 7     |
| 2023-2024             | AS Monaco             | Ligue 1               | 32          | 16          | 2           | 2               | 4               | 0               | -                 | -                 | -                 | -          | -          | -          | -                              | -                              | -                              | -                              | 34    | 20    | 2     |
| Sous-total            | Sous-total            | Sous-total            | 164         | 98          | 25          | 14              | 13              | 3               | 2                 | 0                 | 0                 | -          | -          | -          | -                              | 21                             | 7                              | 2                              | 201   | 118   | 30    |
| 2024-2025             | Sepahan SC            | Pro League Iran       | 4           | 0           | 0           | 1               | 0               | 0               | -                 | -                 | -                 | -          | -          | -          | -                              | -                              | -                              | -                              | 5     | 0     | 0     |
| Total sur la carrière | Total sur la carrière | Total sur la carrière | 474         | 225         | 68          | 39              | 25              | 7               | 11                | 6                 | 1                 | 3          | 0          | 0          | -                              | 50                             | 29                             | 4                              | 577   | 285   | 80    |

### En sélections nationales
| Saison                | Sélection             | Phases finales              | Phases finales | Phases finales | Phases finales | Éliminatoires | Éliminatoires | Éliminatoires | Ligue des Nations | Ligue des Nations | Ligue des Nations | Matchs amicaux | Matchs amicaux | Matchs amicaux | Total | Total | Total |
| Saison                | Sélection             | Compétition                 | M              | B              | Pd             | M             | B             | Pd            | M                 | B                 | Pd                | M              | B              | Pd             | M     | B     | Pd    |
| --------------------- | --------------------- | --------------------------- | -------------- | -------------- | -------------- | ------------- | ------------- | ------------- | ----------------- | ----------------- | ----------------- | -------------- | -------------- | -------------- | ----- | ----- | ----- |
| 2017-2018             | France                | -                           | -              | -              | -              | -             | -             | -             | -                 | -                 | -                 | 1              | 0              | 0              | 1     | 0     | 0     |
| 2018-2019             | France                | -                           | -              | -              | -              | 2             | 1             | 0             | -                 | -                 | -                 | 1              | 0              | 0              | 3     | 1     | 0     |
| 2019-2020             | France                | -                           | -              | -              | -              | 4             | 1             | 0             | -                 | -                 | -                 | -              | -              | -              | 4     | 1     | 0     |
| 2020-2021             | France                | Euro 2020                   | 0              | 0              | 0              | 1             | 0             | 0             | 1                 | 0                 | 0                 | 4              | 0              | 3              | 6     | 0     | 3     |
| 2021-2022             | France                | Ligue des nations 2020-2021 | 0              | 0              | 0              | 2             | 0             | 0             | 1                 | 0                 | 1                 | 2              | 1              | 0              | 5     | 1     | 1     |
| Total sur la carrière | Total sur la carrière | Total sur la carrière       | -              | -              | -              | 9             | 2             | 0             | 2                 | 0                 | 1                 | 8              | 1              | 3              | 19    | 3     | 4     |

### En sélection nationale

#### Listes des matchs internationaux
Wissam Ben Yedder ne joue aucune de ses huit premières sélections en totalité et doit attendre sa quatrième pour être titularisé et marquer son premier but. En huit rencontres, il remplace Olivier Giroud à quatre reprises quand la situation inverse se présente deux fois. Les deux autres matchs, Wissam remplace Kylian Mbappé (2e cape) et est suppléé par Nabil Fekir (8e).
Ben Yedder inscrit son premier but international lors de sa quatrième sélection en Andorre, dans le cadre des éliminatoires de l'Euro 2020, en marquant le deuxième but français (0-4). Lors de la rencontre suivante, face au même adversaire, il clôt le score au Stade de France (3-0).
Le 7 octobre 2020, lors d'un match amical contre l'Ukraine, Ben Yedder rentre à la place d'Olivier Giroud, qui fêtait sa 100e sélection, et délivre deux passes décisives pour Kylian Mbappé et Antoine Griezmann (victoire 7-1).
| Matchs internationaux de Wissam Ben Yedder | Matchs internationaux de Wissam Ben Yedder | Matchs internationaux de Wissam Ben Yedder        | Matchs internationaux de Wissam Ben Yedder | Matchs internationaux de Wissam Ben Yedder | Matchs internationaux de Wissam Ben Yedder | Matchs internationaux de Wissam Ben Yedder                            |
|                                            | Date                                       | Lieu                                              | Adversaire                                 | Résultat                                   | Compétition                                | Notes                                                                 |
| ------------------------------------------ | ------------------------------------------ | ------------------------------------------------- | ------------------------------------------ | ------------------------------------------ | ------------------------------------------ | --------------------------------------------------------------------- |
| 1.                                         | 23 mars 2018                               | Stade de France, Saint Denis, France              | Colombie                                   | 2 - 3                                      | Match amical                               | Entre en jeu à la place d'Olivier Giroud à la 73e minute de jeu.      |
| 2.                                         | 2 juin 2019                                | Stade de la Beaujoire, Nantes, France             | Bolivie                                    | 2 - 0                                      | Match amical                               | Entre en jeu à la place de Kylian Mbappé à la 46e minute de jeu.      |
| 3.                                         | 8 juin 2019                                | Konya Stadyumu, Konya, Turquie                    | Turquie                                    | 2 - 0                                      | Éliminatoires de l'Euro 2020               | Entre en jeu à la place d'Olivier Giroud à la 72e minute de jeu.      |
| 4.                                         | 11 juin 2019                               | Estadi Nacional, Andorre la Vieille, Andorre      | Andorre                                    | 0 - 4                                      | Éliminatoires de l'Euro 2020               | Titulaire et remplacé par Olivier Giroud à la 73e minute de jeu.      |
| 5.                                         | 10 septembre 2019                          | Stade de France, Saint Denis, France              | Andorre                                    | 3 - 0                                      | Éliminatoires de l'Euro 2020               | Entre en jeu à la place d'Olivier Giroud à la 72e minute de jeu.      |
| 6.                                         | 11 octobre 2019                            | Laugardalsvöllur, Reykjavik, Islande              | Islande                                    | 0 - 1                                      | Éliminatoires de l'Euro 2020               | Entre en jeu à la place d'Olivier Giroud à la 78e minute de jeu.      |
| 7.                                         | 14 octobre 2019                            | Stade de France, Saint Denis, France              | Turquie                                    | 1 - 1                                      | Éliminatoires de l'Euro 2020               | Titulaire et remplacé par Olivier Giroud à la 72e minute de jeu.      |
| 8.                                         | 17 novembre 2019                           | Arena Kombëtare, Tirana, Albanie                  | Albanie                                    | 0 - 2                                      | Éliminatoires de l'Euro 2020               | Titulaire et remplacé par Nabil Fekir à la 85e minute de jeu.         |
| 9.                                         | 8 septembre 2020                           | Stade de France, Saint Denis, France              | Croatie                                    | 4 - 2                                      | Ligue des nations 2020-2021                | Titulaire et remplacé par Olivier Giroud à la 63e minute de jeu.      |
| 10.                                        | 7 octobre 2020                             | Stade de France, Saint Denis, France              | Ukraine                                    | 7 - 1                                      | Match amical                               | Entre en jeu à la place d'Olivier Giroud à la 73e minute de jeu.      |
| 11.                                        | 11 novembre 2020                           | Stade de France, Saint Denis, France              | Finlande                                   | 0 - 2                                      | Match amical                               | Titulaire et remplacé par Antoine Griezmann à la 57e minute de jeu.   |
| 12.                                        | 28 mars 2021                               | Astana Arena, Noursoultan, Kazakhstan             | Kazakhstan                                 | 0 - 2                                      | Éliminatoires de la Coupe du monde 2022    | Entre en jeu à la place d'Antoine Griezmann à la 59e minute de jeu.   |
| 13.                                        | 2 juin 2021                                | Allianz Riviera, Nice, France                     | Pays de Galles                             | 3 - 0                                      | Match amical                               | Entre en jeu à la place d'Antoine Griezmann à la 84e minute de jeu.   |
| 14.                                        | 8 juin 2021                                | Stade de France, Saint Denis, France              | Bulgarie                                   | 3 - 0                                      | Match amical                               | Entre en jeu à la place de Kylian Mbappé à la 84e minute de jeu.      |
| 15.                                        | 7 septembre 2021                           | Parc Olympique lyonnais, Décines-Charpieu, France | Finlande                                   | 2 - 0                                      | Éliminatoires de la Coupe du monde 2022    | Entre en jeu à la place d'Anthony Martial à la 59e minute de jeu.     |
| 16.                                        | 13 novembre 2021                           | Parc des Princes, Paris, France                   | Kazakhstan                                 | 8 - 0                                      | Éliminatoires de la Coupe du monde 2022    | Entre en jeu à la place de Kylian Mbappé à la 88e minute de jeu.      |
| 17.                                        | 25 mars 2022                               | Stade Vélodrome, Marseille, France                | Côte d'Ivoire                              | 2 - 1                                      | Match amical                               | Entre en jeu à la place de Christopher Nkunku à la 75e minute de jeu. |
| 18.                                        | 29 mars 2022                               | Stade Pierre-Mauroy, Villeneuve-d'Ascq, France    | Afrique du Sud                             | 5 - 0                                      | Match amical                               | Entre en jeu à la place d'Olivier Giroud à la 65e minute de jeu.      |
| 19.                                        | 6 juin 2022                                | Stade Poljud, Split, Croatie                      | Croatie                                    | 1 - 1                                      | Ligue des nations 2022-2023                | Titulaire et remplacé par Antoine Griezmann à la 62e minute de jeu.   |

#### Buts internationaux
| Buts internationaux de Wissam Ben Yedder | Buts internationaux de Wissam Ben Yedder | Buts internationaux de Wissam Ben Yedder       | Buts internationaux de Wissam Ben Yedder | Buts internationaux de Wissam Ben Yedder | Buts internationaux de Wissam Ben Yedder | Buts internationaux de Wissam Ben Yedder |
|                                          | Date                                     | Lieu                                           | Adversaire                               | Score                                    | Résultat                                 | Compétition                              |
| ---------------------------------------- | ---------------------------------------- | ---------------------------------------------- | ---------------------------------------- | ---------------------------------------- | ---------------------------------------- | ---------------------------------------- |
| 1.                                       | 11 juin 2019                             | Estadi Nacional, Andorre-la-Vieille, Andorre   | Andorre                                  | 0 - 2                                    | 0 - 4                                    | Éliminatoires de l'Euro 2020             |
| 2.                                       | 10 septembre 2019                        | Stade de France, Saint-Denis, France           | Andorre                                  | 3 - 0                                    | 3 - 0                                    | Éliminatoires de l'Euro 2020             |
| 3.                                       | 29 mars 2022                             | Stade Pierre-Mauroy, Villeneuve-d'Ascq, France | Afrique du Sud                           | 4 - 0                                    | 5 - 0                                    | Match amical                             |

## Palmarès

### Palmarès collectif
En 2016, peu après son arrivée à Séville, Wissam Ben Yedder n'entre pas en jeu à l'occasion de la Supercoupe de l'UEFA, mais son équipe sera tenue en échec face au Real Madrid (3-2ap). Quelques jours plus tard, Séville perd la Supercoupe d'Espagne face au FC Barcelone (0-2, 3-0).
Deux ans plus tard, en 2018, il est finaliste de la Coupe d'Espagne (0-5), suivie de la Supercoupe d'Espagne (2-1), toutes deux perdues face au FC Barcelone.
En 2021, après une victoire écrasante pendant la demi-finale de la Coupe de France contre le GFA 74 (1-5), lui et son équipe perdront face au Paris Saint-Germain (0-2) en finale.
Avec l'équipe de France, Wissam Ben Yedder compte 19 sélections pour 3 buts et à joué l'Euro 2020 et à remporté la Ligue des nations en 2021.
| Seville FC | AS Monaco                              | Équipe de France (1)                     |
| --- | -------------------------------------- | ---------------------------------------- |
| - Coupe d'Espagne : - Finaliste : 2018 - Supercoupe d'Espagne : - Finaliste : 2016 et 2018 - Supercoupe de l'UEFA : - Finaliste : 2016 | - Coupe de France : - Finaliste : 2021 | - Ligue des nations : - Vainqueur : 2021 |

### Distinctions individuelles
Sur le plan individuel, Ben Yedder est nommé meilleur joueur du Trophée des centres de formation en 2010.
Il reçoit le trophée du joueur du mois de Ligue 1 en décembre 2019, février 2022 ainsi qu'en février 2023.
Il est meilleurs buteur de Ligue 1 sur la saison 2019-2020 (18 buts).
Il est nommé dans l'équipe type de Ligue 1 aux Trophées UNFP du football 2022